# Dielektrična konstanta vakuuma
Dielektrična konstanta vakuuma, dielektrična permitivnost vakuuma, permitivnost vakuuma ili dielektričnost vakuuma (oznaka ε0) je prirodna ili fizikalna konstanta koja je jednaka recipročnoj vrijednosti umnoška magnetske permeabilnosti vakuuma μ0 i kvadrata brzine svjetlosti c u vakuumu (određena u SI sustavu):
{\displaystyle \varepsilon _{0}={\frac {1}{\mu _{0}\cdot c_{0}^{2}}}=8,854187817\ldots \times 10^{-12}{\frac {As}{Vm}}=8,854187817\ldots \times 10^{-12}{\frac {F}{m}},}
gdje je: {\displaystyle c_{0}} - brzina svjetlosti u vakuumu, a {\displaystyle \mu _{0}} - relativna permeabilnost vakuuma.

## Coulombov zakon
Coulombov zakon je jedan od osnovnih zakona elektrostatike koji je 1785. utvrdio Charles-Augustin de Coulomb: "električna sila F između dvaju električki nabijenih točkastih tijela (odbojna ili privlačna, ovisno o tome jesu li tijela jednakih ili suprotnih električnih naboja) razmjerna je količinama električnoga naboja q a obrnuto razmjerna kvadratu udaljenosti r između tijela" (napomena: vrijedi samo u vakuumu):
{\displaystyle F={\frac {1}{4\cdot \pi \cdot \varepsilon _{0}}}\cdot {\frac {q_{1}\cdot q_{2}}{r^{2}}}}
gdje je: ε0 - dielektrična permitivnost vakuuma. Sila je najjača u vakuumu, a slabija u svim drugim sredstvima:
{\displaystyle F={\frac {1}{4\cdot \pi \cdot \varepsilon }}\cdot {\frac {q_{1}\cdot q_{2}}{r^{2}}}={\frac {1}{\varepsilon _{r}}}\cdot {\frac {1}{4\cdot \pi \cdot \varepsilon _{0}}}\cdot {\frac {q_{1}\cdot q_{2}}{r^{2}}}}
gdje je: εr - relativna dielektrična permitivnost nekog sredstva ili tvari, ε - dielektrična permitivnost (ili samo permitivnosti) tvari.